# Tachiadenus gracilis
Tachiadenus gracilis är en gentianaväxtart som beskrevs av August Heinrich Rudolf Grisebach. Tachiadenus gracilis ingår i släktet Tachiadenus och familjen gentianaväxter. Inga underarter finns listade i Catalogue of Life.